# Manikyang
Manikyang is een bestuurslaag in het regentschap Tabanan van de provincie Bali, Indonesië. Manikyang telt 913 inwoners (volkstelling 2010).